# Nonakozan
Nonakozan – organiczny związek chemiczny z grupy alkanów. Ma potencjalnie 1 590 507 121 izomerów konstytucyjnych.
Nonakozan występuje naturalnie, m.in. w olejkach eterycznych. Może być również otrzymywany syntetycznie.
Nonakozan jest składnikiem feromonów Orgyia leucostigma oraz postuluje się, iż pełni rolę w komunikacji niektórych owadów, np. u komara Anopheles stephensi.